# Jean-François Eliaou
Jean-François Eliaou, né le 13 août 1956 à Nice, est un homme politique français.
Il est député de la 4e circonscription de l'Hérault lors de la XVe législature de la Ve République, sous les couleurs de La République en marche.

## Biographie
Pédiatre de formation, Jean-François Eliaou est membre de l’Institut de recherche en cancérologie de Montpellier, professeur à la faculté de médecine de Montpellier et médecin-chef de service au CHU de Montpellier.
Il a été candidat aux municipales de Montpellier en 2014 sur la liste de Joseph Francis et a été candidat de l'Union de la droite aux élections départementales de 2015,.
Il remporte les élections législatives de 2017 dans la 4e circonscription de l'Hérault sous l'étiquette de La République en marche.
Il est l'un des rapporteurs du projet de loi relatif à la bioéthique, discuté en 2019-2020.